# Relations entre la Corée du Sud et les États-Unis

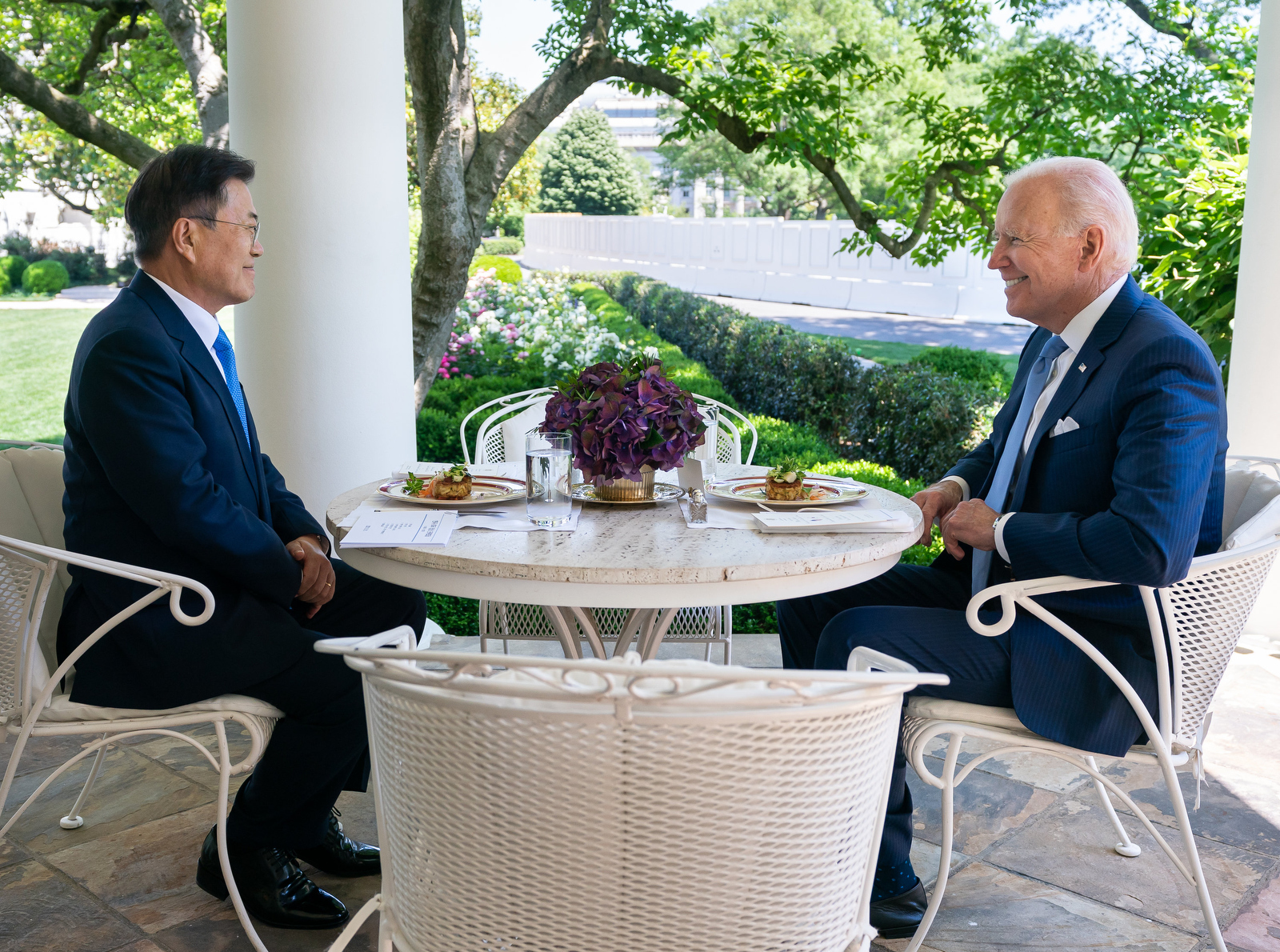
Le président sud-coréen Moon Jae In et le président américain Joe Biden

Les relations entre la Corée du Sud et les États-Unis d'Amérique remontent à 1950 lorsque les États-Unis et l'ONU ont soutenu militairement et économiquement la Corée du Sud capitaliste pendant la guerre de Corée contre la Corée du Nord et ses alliés communistes, la République populaire de Chine et l'URSS.

## Histoire des relations américano-sud-coréennes
Après la guerre, la Corée du Sud a connu une formidable croissance économique, politique et militaire, réduisant sa dépendance vis-à-vis des Américains. 
L'aide économique américaine (de 600 à 900 millions de dollars par an) entraîne des scandales de corruption révélés dans les années 1970 : nombre de parlementaires, journalistes, universitaires et membres de l'administration américaine percevait des pots-de-vin du régime sud-coréen afin d'augmenter cette aide, et de défendre l'image du régime sud-coréen auprès de l'opinion publique. Des sociétés privées américaines, en particulier dans le secteur pétrolier, ont aussi contribué au financement des autorités sud-coréennes en échange de contrats (la Gulf Oil a ainsi dépensé 4 millions de dollars pour la réélection du président Park Chung-hee en 1967).  
Au cours de la décennie 1970, les États-Unis font barrage au projet sud-coréen de développement de l'arme nucléaire. Ils instaurent également de stricts contrôles dans la livraison d'uranium enrichi, tout en faisant preuve d'une plus grande souplesse en ce qui concerne le Japon, au mécontentement de Séoul
En 2009, au sommet du G20 qui s'est tenu à Londres au Royaume-Uni, le président américain Barack Obama a décrit la Corée du Sud comme « l'un des alliés les plus proches de l'Amérique. »
Pour des raisons de nationalisme économique, l'administration Trump déstabilise ses alliés, comme la Corée du Sud, et a exigé la révision de l’accord de libre-échange entre les deux pays et imposé des taxes à l’importation de produits coréens.
En avril 2023, la fuite de documents confidentiels américains semble indiquer que les États-Unis ont espionné des conseillers du président Yoon Seok-youl en matière de sécurité nationale afin de garantir des livraisons d'armes à l'Ukraine. L'annonce de cette fuite a suscité des critiques en Corée du Sud au sujet de la vulnérabilité des communications au sein des administrations-clés du pays, comme la présidence. Des opposants politiques ont accusé le gouvernement de tenter de minimiser l'incident et d'apaiser les relations avec l'allié américain, avant la visite de Yoon Seok-youl à Washington le même mois. Ils ont exhorté celui-ci à enquêter sur ces allégations d'écoutes. 
Une copie d'un des documents ayant fuité mentionne des discussions entre de hauts responsables de la sécurité nationale sud-coréenne concernant la fourniture à l'Ukraine d'armes et de munitions produites dans leur pays et sur le risque d'une éventuelle violation de la doctrine nationale qu'elle pourrait provoquer. La ligne sud-coréenne consiste en effet à ne vendre aucune arme aux pays en guerre. Le document révèle qu'un responsable a suggéré d'exporter des munitions en Pologne pour contourner cette mesure.

## Tableau comparatif
|                     | République de Corée                                     | États-Unis d'Amérique                                 |
| Population          | 50 620 000                                              | 315 920 000                                           |
| Superficie          | 99 392 km²                                              | 9 826 630 km²                                         |
| Densité             | 491/km²                                                 | 31/km²                                                |
| Capitale            | Séoul                                                   | Washington D.C.                                       |
| Plus grande ville   | Séoul – 10 464 051 (24 472 063 hab aire métropolitaine) | New York – 8 363 710 (19 006 798 aire métropolitaine) |
| Gouvernement        | République unitaire à régime présidentiel               | République fédérale à régime présidentiel             |
| Langues officielles | Coréen                                                  | Anglais (de facto, aucun au niveau fédéral)           |
| PIB (nominal)       | $1 151 trillions ($23 020 par habitant)                 | $14 441 trillions ($47 440 par habitant)              |

## Relations économiques
Depuis la fin des années 1980, la Corée du Sud a cherché à établir un partenariat économique avec les États-Unis. Les États-Unis sont le plus grand et le plus important partenaire commercial pour la Corée du Sud tandis que la Corée du Sud est le septième plus grand marché pour les produits des États-Unis et le deuxième marché pour ses produits agricoles.
Le déficit commercial des États-Unis avec la Corée du Sud est de 66 milliards de dollars en 2024. En 2025, le président américain Donald Trump se lance dans une guerre commerciale avec le reste du monde. En avril, les droits de douane sur les importations de voitures produites en Corée du Sud vers les États-Unis augmentent de 25 %. La moitié des exportations de voitures produites en Corée du Sud est dirigée vers les États-Unis. Le président américain parle initialement de 25 % supplémentaires de droits de douane sur toutes les marchandises sud-coréennes. En juin, les États-Unis augmentent de 50 % les droits de douanes sur l'acier et l'aluminium sud-coréen. Dans l'accord signé fin juillet, les produits sud-coréens sont surtaxés à 15 %. Selon le président américain, l'accord prévoit que la Corée du Sud investisse 350 milliards de dollars aux États-Unis et achète 100 milliards de dollars de gaz naturel liquéfié (GNL) sur les trois prochaines années. L'augmentation de 50 % sur les droits de douanes pour l'exportation d'aluminium et d'acier est conservée,.

## Alliance militaire

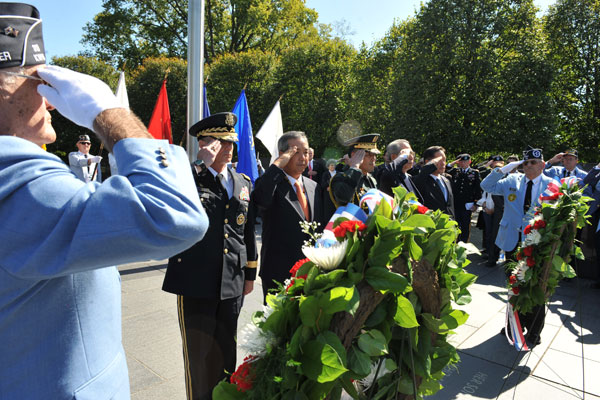
Soldats américains et sud-coréens honorant leurs camarades tombés pendant la guerre de Corée (1950-1953), à l'occasion d'une cérémonie s'étant tenue le 7 octobre 2009 à Washington D.C.

Une alliance militaire a été signée entre les deux pays en 1953, 29 000 soldats des forces armées des États-Unis sont stationnés en Corée du Sud (United States Forces Korea) et des exercices militaires bilatéraux se tiennent régulièrement afin de faire face à une éventuelle invasion nord-coréenne.
La Corée du Sud est l'un des alliés hors OTAN les plus proches des États-Unis avec Israël.
Le Pentagone négocia plusieurs accords secrets pendant la guerre du Viêt Nam : les autorités américaines versèrent illégalement 1, 7 milliard de dollars pour obtenir la participation de la Corée du Sud à la guerre. Entre les années 1950 et 1970, la Corée du Sud reçoit sept fois plus d'aide militaire extérieure que le Nord.